# Svartnäs kyrka
Svartnäs kyrka är en kyrkobyggnad i Falu kommun. Den är församlingskyrka i Svärdsjö församling, Västerås stift.

## Kyrkobyggnaden
Sedan grundandet av Svartnäs bruk 1735 hade befolkningen ökat snabbt i området. Avståndet till närmsta kyrka var 3–4 mil och brukets ägare bad 1793 domkapitlet att få uppföra ett bönehus. På hösten samma år lades timmer upp till bygget och den 29 maj 1794 påbörjades bygget. Byggnaden var klar för invigningen fem månader senare, den 27 oktober 1794.
Vid invigningen bestod kyrkan av ett långhus. Väster om kyrkan uppfördes en klockstapel. En ombyggnad genomfördes åren 1837–1838 då klockstapeln revs och ett kyrktorn uppfördes vid kyrkans västra sida. 1875 utökades koret och sakristian och kyrktornet byggdes på höjden.
1954 omgestaltades kyrkorummet genom att färgsättningen ändrades från i huvudsak vitt med förgyllda detaljer till blå och grågröna nyanser. Elektrisk värme infördes, golvet isolerades, kyrkbänkarna ändrades och ett bönealtare tillkom.

## Inventarier
- Nuvarande predikstol tillkom vid ombyggnaden 1837–1838.
- Orgeln tillkom 1848 och byggdes av Jonas Wengström.

| Manual C-f3      | Pedal C-f0 |
| ---------------- | ---------- |
| Borduna 16' B/D  | Bihängd    |
| Principal 8'     |            |
| Gedact 8'        |            |
| Vox candida 8'   |            |
| Fugara 8'        |            |
| Octava 4'        |            |
| Fleut 4'         |            |
| Octava 2'        |            |
| Trumpet 8 B/D    |            |
| Melodiwerk c1-a2 |            |
| Principal 8'     |            |
| Octava 4'        |            |